# Son Boronat
Son Boronat es una posesión situada en el municipio español de Calviá, en Mallorca. Su extensión comprende 70 000 m² y se encuentra a tres kilómetros de la villa de Calviá. En la actualidad su propietaria es M. Magdalena Colom Rullan, hija del poeta mallorquín Guillem Colom, quien durante su infancia residió en el lugar. Posee también un yacimiento arqueológico homónimo que se encuentra en la montaña “es Penyal des Migdia”, perteneciente a la sierra de Na Burguesa, a 360 metros de altitud sobre el nivel del mar. El yacimiento no es más que una cueva excavada en la pared de la montaña, con un acceso bastante complicado. El tipo de yacimiento es de la época talayótica de los siglos V-IV a.c., en concreto, se trata de una cueva sepulcral en la cual enterraban a sus difuntos.

## Historia
Construida en el siglo XIV con su típica torre de defensa y sistema de riego árabe, constituía una de las fincas de abastecimiento de la villa de Calviá, donde se cultivaba la tierra y criaba ganado, generando movimiento económico y ofreciendo empleo. Antaño, solía albergar a unas 40 personas que trabajaban la tierra y algo de ganado.
Durante los años 50, era costumbre que el día de la matanza del cerdo y la posterior confección de la sobrasada (auténtico ritual en las fincas mallorquinas) se sirviese una comida más copiosa. En esos días de miseria, la mayoría de las noches cenaban Sopes, (sopas mallorquinas). Los empleados, solían acercarse al pueblo algunos fines de semana, donde podían comprar enseres, acudir a misa o simplemente visitar el bar del pueblo. En los años 1960, con el renacer de la industrialización y el boom turístico, las posesiones quedaron relegadas a sus respectivos propietarios, cesando la mayoría de ellas su actividad ganadera y quedando abandonadas o semiabandonadas. Otras, como es el caso de La Porraza, consiste aun en el 2010 en la mansión vivienda de sus propietarios y perdura cierta actividad ganadera, aunque con resumido carácter comercial.
Cabe destacar que en las tierras de esta finca, y tras un incendio, se descubrió en una cueva de la sierra y una valiosa necrópolis pre-talayótica, denominada necrópolis de Son Boronat. Los restos hallados (ataúdes de madera y restos de ricos ropajes y joyas) se conservan en la Universidad de las Islas Baleares.
Tras un largo periodo de abandono, la finca se rehabilitó a principios de los años 90, posteriormente en 2002 y por último en  2008, convirtiéndose desde entonces en un establecimiento de agroturismo. Conserva su torre de defensa, su clastra (patio central) interior y su Casa dels Senyors o vivienda noble. También conserva su inmensa y antigua tafona (nave taller para el prensado de la oliva y obtención de aceite) así como sus bien conservadas y catalogadas marjadas. Incluso la actual piscina consiste en el antiguo safreig (depósito de agua para riego), con mínimas intervenciones para el mantenimiento del agua. También conserva la antigua capilla, donde antaño (mediante acuerdo con el obispado) sólo podían oír misa los domingos los trabajadores de la finca.